# 石塚正人
石塚 正人（いしづか まさと、1984年9月22日 - ）は、日本のハンドボール選手。新潟県出身。
中学校時代は剣道をやっており、全中の出場経験を持つ。新潟明訓高等学校に入学してからハンドボールを始めた。新潟大学を経て、卒業後は北陸電力ブルーサンダーに入団した。2011年に退団、現在は教員を務める。